# Gualtiero Jacopetti
Gualtiero Jacopetti (ur. 4 września 1919, Barga, region Toskania  – zm. 17 sierpnia 2011 w Rzymie) – włoski dziennikarz, reżyser i scenarzysta filmów dokumentalnych. Filmem Mondo Cane (nakręconym wspólnie z Paolem Cavarą i Frankiem Prosperim) zapoczątkował nowy gatunek filmowy: Mondo movies.

## Życiorys
Gualtiero Jacopetti z zawodu był dziennikarzem. W latach 50. XX w. zadebiutował jako aktor rolą adwokata w filmie Un giorno in pretura w reż. Steno. Następnie pracował jako scenarzysta przy realizacji filmu Europa di notte (1959) w reż. Alessandro Blasettiego.
W latach 1960–61 Gualtiero Jacopetti podjął wspólnie z Franco Prosperim i Paolo Cavarą pracę nad filmem dokumentalnym, zatytułowanym Mondo Cane. Film, kręcony w różnych regionach świata, od Afryki i Papui po Europę i Amerykę Północną, stanowił szeroki przegląd lokalnych, ludzkich obyczajów i zachowań zbiorowych, ukazanych często w okrutny sposób, naruszający tematy uważane wówczas za tabu. Nie spodobało się to części krytyki, tym niemniej film odniósł sukces na całym świecie, wsparty dodatkowo znakomitą ścieżką dźwiękową, skomponowaną przez Riza Ortolaniego i Nino Oliviero; tytułowy szlagier, More był nominowany do Oscara.
Sukces Mondo Cane sprawił, że reżyser "poszedł za ciosem" i w 1963 roku nakręcił ciąg dalszy – Mondo Cane 2. Obraz ten był jednak bardziej stonowany od swego poprzednika i nie wzbudzał już takich kontrowersji. Kręcony był we Włoszech (Abruzja, Kalabria, Lacjum, sugestywne sceny pokazujące obyczaje bractwa Sacconi rossi z Bazyliki św. Bartłomieja na Wyspie Tyberyjskiej). Jacopetti i tym razem współpracował z przyjacielem Franco Prosperim a także z pisarzem i dziennikarzem Stanislao Nievo.
Żyłka reporterska i pasja poznawcza spowodowały, że Gualtiero Jacopetti nakręcił w latach następnych szereg filmów tego typu: La donna nel mondo (1963), poświęcony sytuacji kobiet w różnych częściach świata, Africa addio (1965-66), szokujący dokument nt. tragicznych skutków dekolonizacji w Afryce (przez część krytyki film został uznany za rasistowski), Addio zio Tom (1971), szydercza analiza niewolnictwa w USA w XIX w. czy wreszcie Mondo Candido (1975), współczesna adaptacja Kandyda Woltera.
Również przy tym ostatnim filmie nie udało się uniknąć głosów krytyki. Padły oskarżenia o rasizm a nawet faszyzm. Wszystko to spowodowało, że Gualtiero Jacopetti zaprzestał kręcenia filmów i wycofał się z kinematografii na rzecz życia prywatnego, w którym mimo to dawała znać o sobie jego wrodzona pasja podróżnika i bacznego obserwatora życia.
W 2006 ukazał się we Francji na DVD zbiór wszystkich filmów Jacopettiego wraz z jego wywiadem nt. realizacji Mondo Cane.

## Filmografia
- 1962 – Mondo cane
- 1963 – La donna nel mondo
- 1963 – Mondo cane 2
- 1966 – Africa addio
- 1971 – Addio zio Tom
- 1975 – Mondo candido